# 강화 석릉
강화 석릉(江華 碩陵)은 인천광역시 강화군 양도면에 있는, 고려 희종(재위 1204∼1211)의 무덤이다. 1992년 3월 10일 대한민국의 사적 제370호 석릉으로 지정되었으나, 2011년 현재의 명칭으로 변경되었다.

## 개요
희종(熙宗)은 신종의 첫째 아들로 어머니는 정선태후 김씨이며, 부인은 성평왕후 왕씨이다. 1204년 왕위에 올랐고, 최충헌을 제거하려다 실패하여 희종 7년(1211)에 왕의 자리에서 쫓겨나 강화 교동으로 갔다. 고종 24년(1237) 57세의 나이로 죽자 낙진궁으로 옮겼으며, 10월에 덕정산 남쪽에서 장례를 지내고 석릉이라 하였다.
조선 현종 때 강화유수 조복양이 찾아내어 다시 무덤을 쌓았는데, 그 뒤 석물도 부서지고 무너진 무덤을 1974년 손질하여 고쳤다. 석릉 주변에는 최근에 고려시대 귀족의 무덤이라 생각되는 돌방무덤(석실분)들이 많이 발견되었다.

## 사적 승격사유
이 유적들은 고려시대 왕릉 또는 왕비릉으로서 묘제상으로는 지정가치가 없으나, 역사성이 인정되고, 고려 공양왕 고릉(사적 제191호)과 고려 고종홍릉(사적 제224호)이 이미 사적으로 지정된 바 있으므로 경기도 지정문화재(기념물)로 지정되어 있는 것을 국가지정문화재인 사적으로 승격 지정한다.

## 같이 보기
- 희종 (고려)